# Claire Tomalin
Claire Tomalin, nata Claire Delavenay (Londra, 20 giugno 1933), è una scrittrice e biografa britannica.

## Biografia
Nata nel 1933 da padre francese, Émile Delavenay, un accademico e madre inglese, Muriel Emily Herbert (1897-1984), una compositrice, a Londra, vi risiede con il marito, lo scrittore e drammaturgo Michael Frayn. 
Ha studiato al French Lycée di Kensington e successivamente al Newnham College e all'Università di Cambridge. 
Dopo gli inizi come giornalista per la stampa inglese, in particolare al Sunday Times, a partire dal 1974 con The Life and Death of Mary Wollstonecraft, si è dedicata alla stesura di numerose biografie di scrittori (Charles Dickens, Thomas Hardy, Samuel Pepys) e scrittrici (Katherine Mansfield e Jane Austen). 
Biografa particolarmente apprezzata dalla critica, con La donna invisibile ha ottenuto il James Tait Black Memorial Prize nel 1990 e l'Hawthornden Prize l'anno successivo. 

## Vita privata
Si è sposata con il giornalista Nicholas Tomalin nel 1955. Il marito è morto nel 1973 durante la Guerra del Kippur colpito da un missile siriano. La coppia ha avuto cinque figli.  Nel 1993 ha sposato Michael Frayn. 

## Opere principali

### Biografie
- The Life and Death of Mary Wollstonecraft (1974)
- Shelley and His World (1980)
- Katherine Mansfield: A Secret Life (1987)
- La donna invisibile: la storia di Nelly Ternan e Charles Dickens (The Invisible Woman: The Story of Nelly Ternan and Charles Dickens, 1990), Milano, Archinto, 2016 traduzione di Marina Premoli ISBN 978-88-7768-698-5.
- Mrs. Jordan's Profession: The Story of a Great Actress and a Future King (1995)
- Jane Austen: A Life (2000)
- Samuel Pepys: The Unequalled Self (2002)
- Thomas Hardy: The Time-Torn Man (2007)
- Charles Dickens: A Life  (2011)

### Saggi
- Several Strangers; writing from three decades (1999)

### Memoir
- A Life of My Own (2017)

## Filmografia
- The Invisible Woman, regia di Ralph Fiennes (2013) (soggetto)

## Premi e riconoscimenti
- James Tait Black Memorial Prize per la biografia: 1990 vincitrice con La donna invisibile: la storia di Nelly Ternan e Charles Dickens
- Hawthornden Prize: 1991 vincitrice con La donna invisibile: la storia di Nelly Ternan e Charles Dickens
- Costa Book Awards: 2002 "Libro dell'anno" con Samuel Pepys: The Unequalled Self